# Chamanamadanahalli, Nanjangud
Chamanamadanahalli là một làng thuộc tehsil Nanjangud, huyện Mysore, bang Karnataka, Ấn Độ.